# Black Lives Matter

Een van de logo's gebruikt door de beweging.

Black Lives Matter ('zwarte levens doen ertoe', afgekort als BLM) is een internationale beweging tegen anti-zwart racisme, ontstaan in de Verenigde Staten als reactie op politiegeweld tegen Afro-Amerikanen.
De beweging begon met de hashtag "#BlackLivesMatter" nadat George Zimmerman in 2013 werd vrijgesproken voor de dood van Trayvon Martin op 26 februari 2012 in Sanford (Florida), een Afro-Amerikaanse jongere van 17 jaar oud. Sindsdien zetten de politiek activisten van Black Lives Matter zich in tegen alle vormen van geweld tegen zwarte mensen, inclusief politiegeweld, etnisch profileren en overbestraffing van zwarte mensen in het Amerikaanse rechtssysteem. De beweging organiseert betogingen en protestacties en daagt sinds 2015 ook politici uit om zich uit te spreken tegen het geweld tegen Afro-Amerikanen. Black Lives Matter kreeg nationale bekendheid in 2014 door protestacties naar aanleiding van de dood van Eric Garner op 17 juli 2014 in New York en de dood van Michael Brown op 9 augustus 2014 in Ferguson (Missouri). Sinds de protesten in Ferguson volgden vele protesten in het gehele land. Naar aanleiding van de dood van George Floyd in Minneapolis op 25 mei 2020 groeide de aanhang van Black Lives Matter internationaal sterk en vonden opnieuw vele protesten plaats.

## Oprichting

### Eerdere protestbewegingen
De oorsprong van de Black Lives Matter-beweging ligt in de Afro-Amerikaanse burgerrechtenbeweging. De burgerrechtenbeweging streed decennialang om een einde te maken aan rassensegregatie (rassenscheiding) en discriminatie in de Verenigde Staten. De Black Lives Matter-beweging stelt dat het verder inspiratie haalt uit onder andere de Black Power-beweging. Verschillende media refereerden aan de Black Lives Matter-beweging als een nieuwe burgerrechtenbeweging.

### Online protest
De Black Lives Matter-beweging ontstond in de zomer van 2013 na de vrijspraak van George Zimmerman voor de moord op de zwarte tiener Trayvon Martin. De beweging met de hashtag "#BlackLivesMatter" werd opgericht door drie zwarte Amerikaanse vrouwen Alicia Garza, Patrisse Cullors en Opal Tometi. Alicia Garza postte een Facebookbericht, getiteld ‘een liefdesbrief aan zwarte mensen’, waarin ze het volgende beschreef: “Our Lives Matter, Black Lives Matter”. Hierop reageerde Patrisse Cullors met ‘#BlackLivesMatter’. Zij kregen steun van Opal Tometi.

### Demonstratie

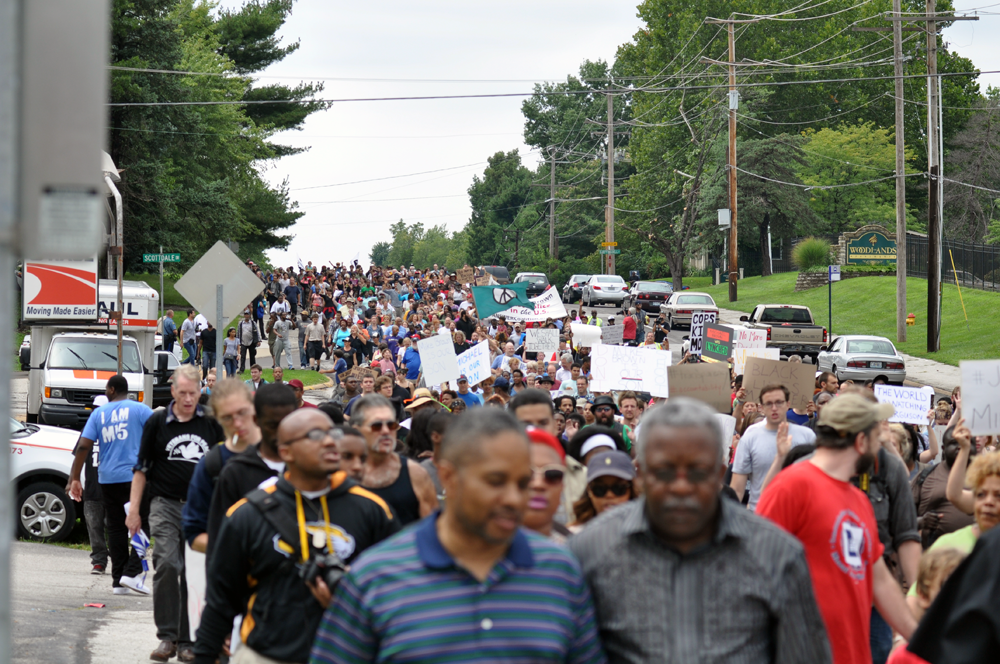
Ferguson augustus 2014

De beweging organiseerde in augustus van 2014 de eerste nationale 'Freedom Ride'-demonstratie in Ferguson in de Amerikaanse staat Missouri. De aanleiding van deze demonstratie was de dood van Michael Brown, een zwarte tiener. Door politieagent Darren Wilson is Michael Brown doodgeschoten. De agent had twaalf kogels afgevuurd. Michael Brown was ongewapend. De dag na deze schietpartij braken er protesten uit in Ferguson. Alicia Garza organiseerde samen met de andere twee medeoprichters van Black Lives Matter, Patrisse Cullors en Opal Tometi, deze ‘Freedom Ride’ naar Ferguson. Meer dan 500 mensen uit 18 verschillende steden in de Verenigde Staten hebben zich aangemeld.

## Structuur
Black Lives Matter is een gedecentraliseerde organisatie. De oprichters zijn tegen een structuur van bovenaf die eerdere burgerrechtenbewegingen hanteerden. Johnetta Elzie, een bekende Black Lives Matter-activiste, benadrukt dat de organisatie altijd heeft gesteld dat het bestaat uit velen. Volgens haar kan er niet een persoon de leider zijn van de beweging, maar is iedereen een leider. Voor degenen die ervoor kiezen om betrokken te raken bij de Black Lives Matter-beweging heeft de beweging dertien leidende principes die van belang zijn zoals onder andere diversiteit, empathie en herstelrecht.

## Internationale bewegingen van BLM

### Nederland
Op 10 juli 2016 was er een Black Lives Matter-protest op de Dam (Amsterdam) in Amsterdam. De vierhonderd demonstranten hielden een sit-in-demonstratie en protesteerden tegen politiegeweld. Het protest was naar aanleiding van het aanhoudende politiegeweld in de Verenigde Staten tegen zwarte Amerikanen. Het protest is vreedzaam verlopen, wat in de oproep ook benadrukt werd door de organisatie.
Naar aanleiding van de dood van George Floyd in Minneapolis (Verenigde Staten) op 25 mei 2020 vonden in juni 2020 verscheidene protesten plaats. Op 1 juni 2020 (Tweede Pinksterdag) organiseerde BlackLivesMatterNL, een initiatief van Black Queer & Trans Resistance Netherlands, Kick Out Zwarte Piet en Nederland Wordt Beter, een protest op de Dam in Amsterdam naar aanleiding van de dood van George Floyd. Volgens de organisatoren was het een protest tegen 'anti-zwart politiegeweld in de VS en Europa' en tegen institutioneel racisme. Op de vreedzame demonstratie kwamen naar schatting zo'n vijfduizend mensen af, in Amsterdam-Zuidoost, op het Malieveld in Den Haag, in Groningen, Rotterdam, Utrecht, Arnhem, Wageningen, Nijmegen, Enschede, Tilburg, Haarlem, Eindhoven en Maastricht.

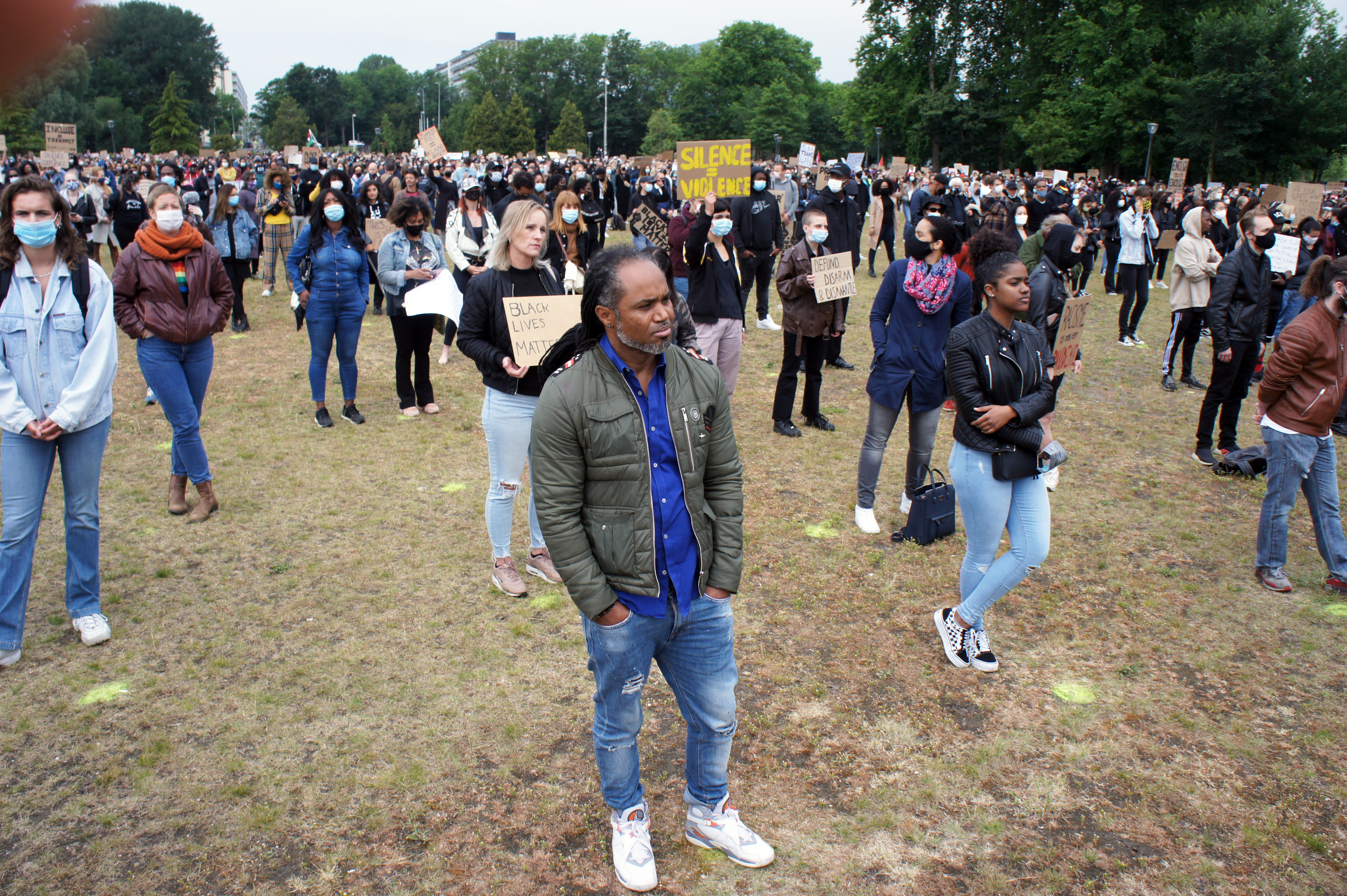
Protest in het Nelson Mandelapark, Amsterdam op 10 juni 2020
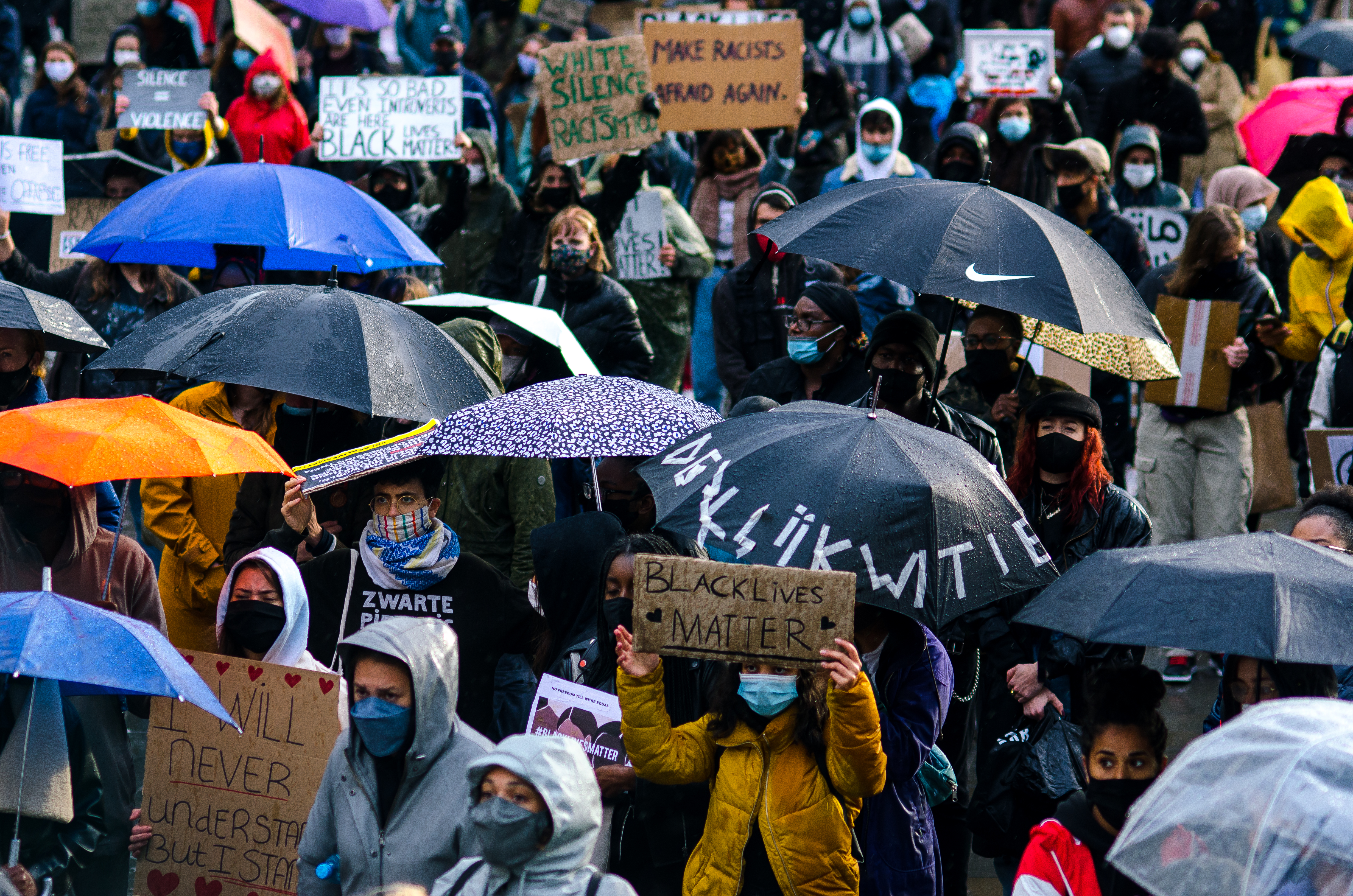
Jaarbeursplein, Utrecht, 5 juni 2020
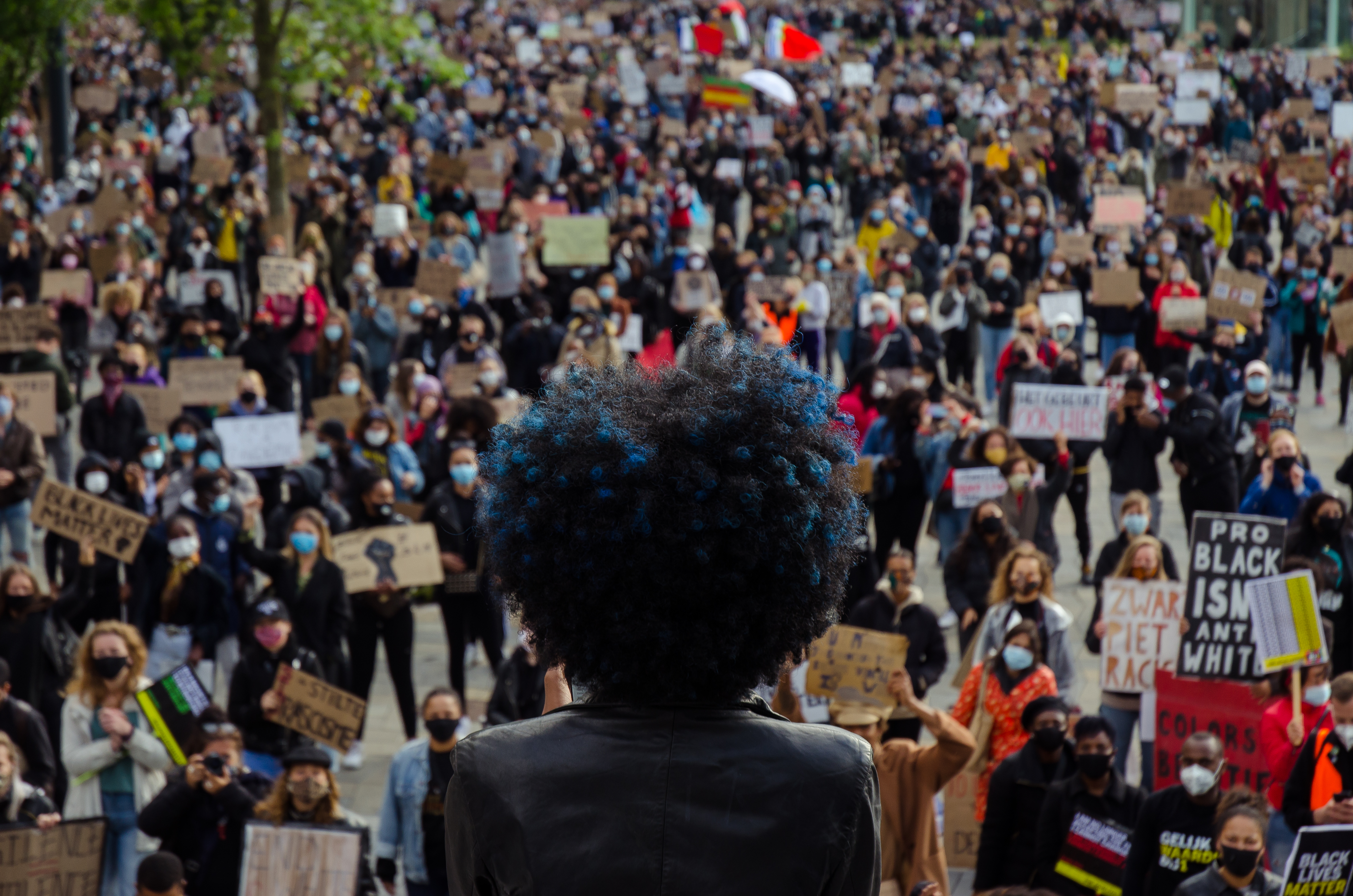
Jaarbeursplein, Utrecht, 5 juni 2020. Op de voorgrond Raziyah Heath (op de rug gezien)
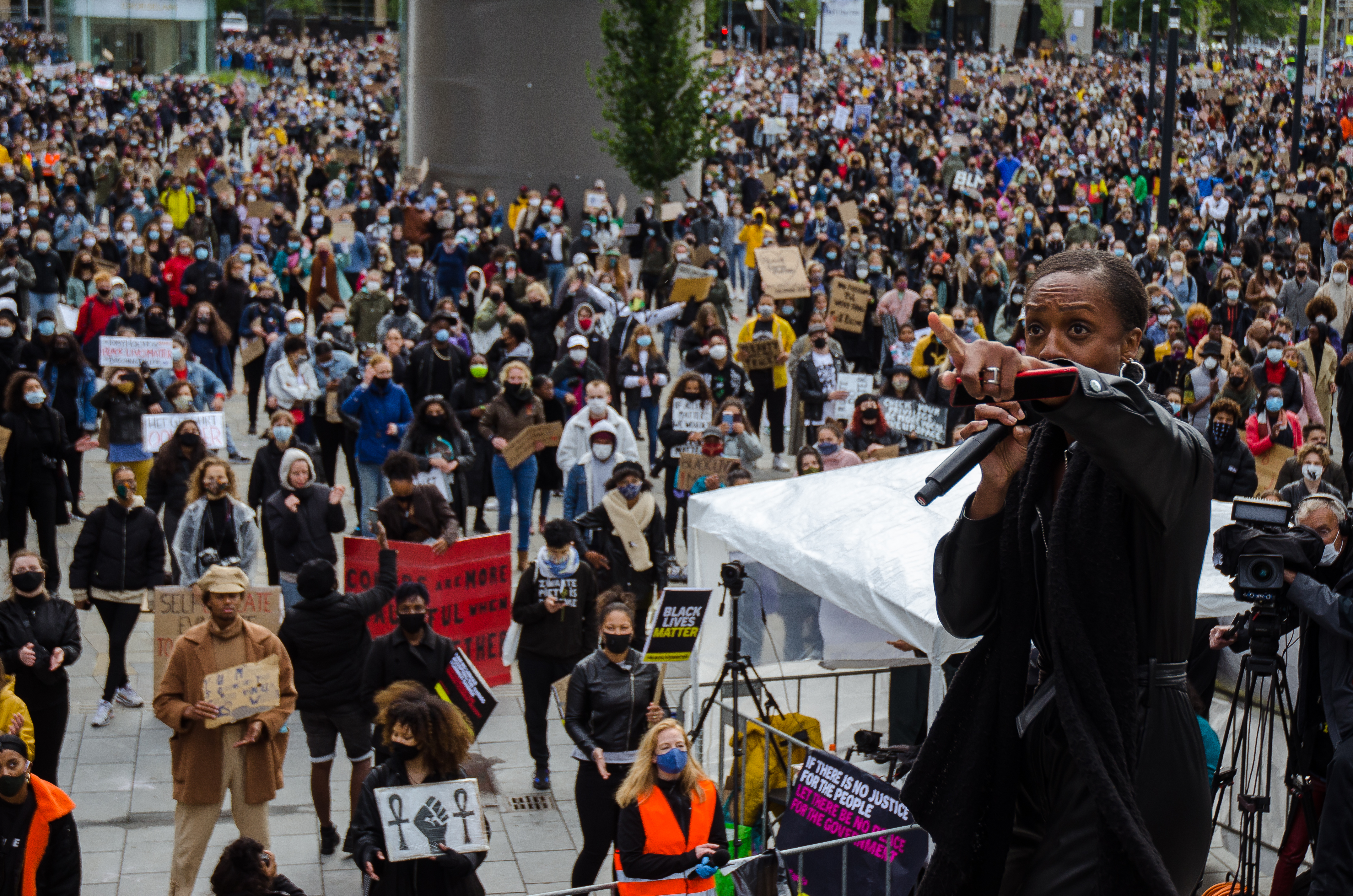
Jaarbeursplein, Utrecht, 5 juni 2020. Op de voorgrond Charmaine Yard
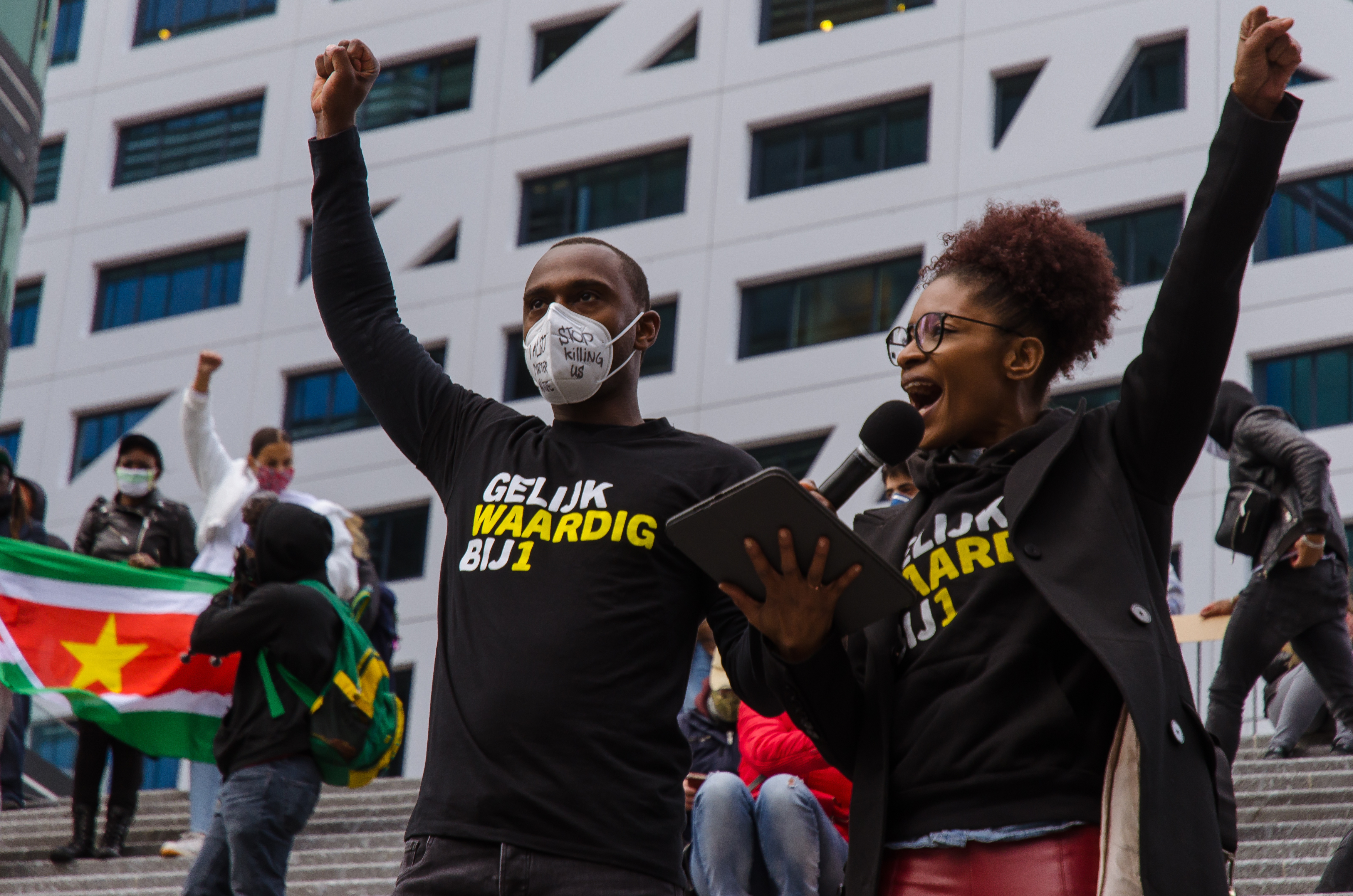
Jaarbeursplein, Utrecht, 5 juni 2020. Sylvana Simons en Raymond Muntslag
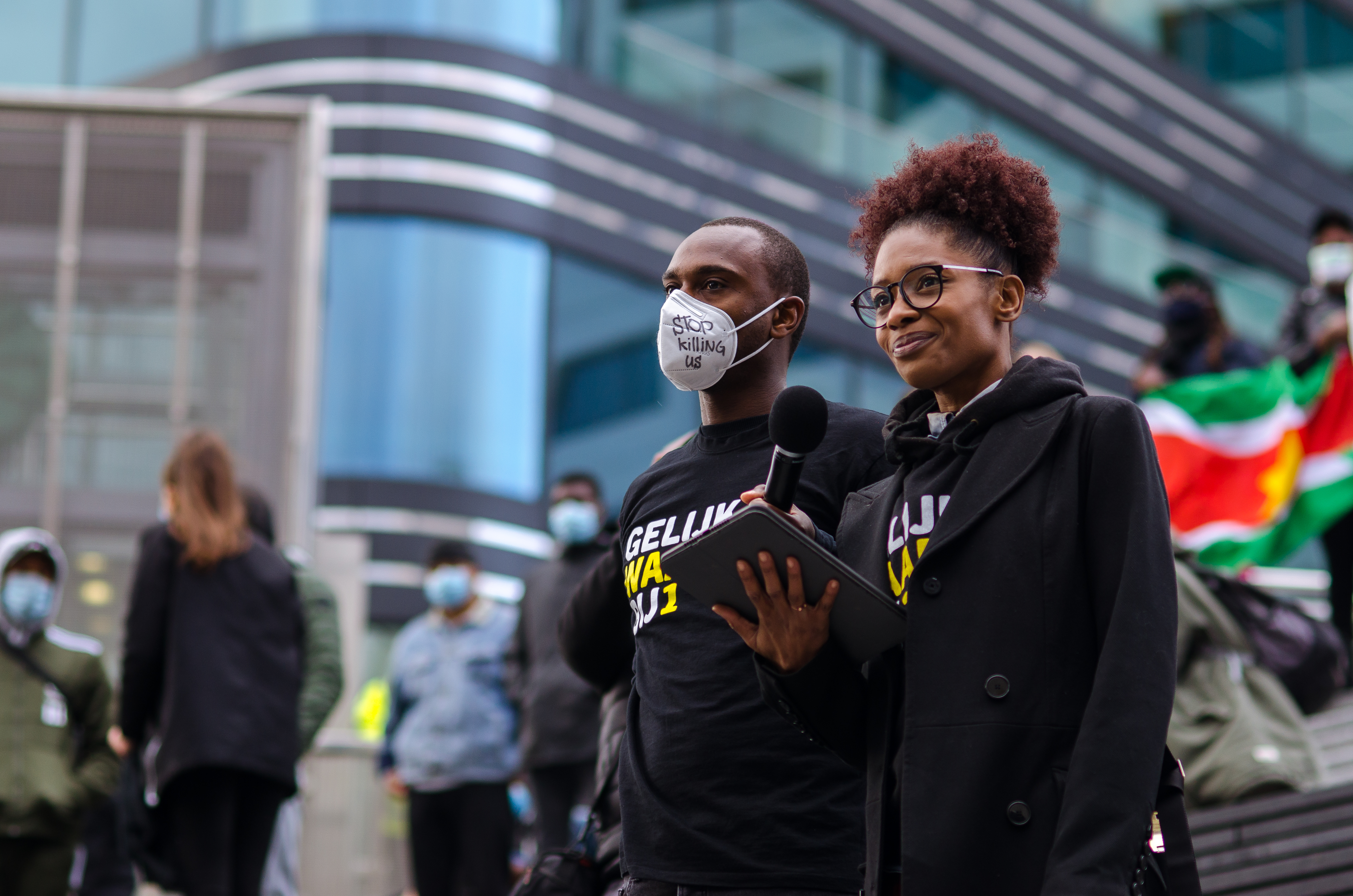
Jaarbeursplein, Utrecht, 5 juni 2020
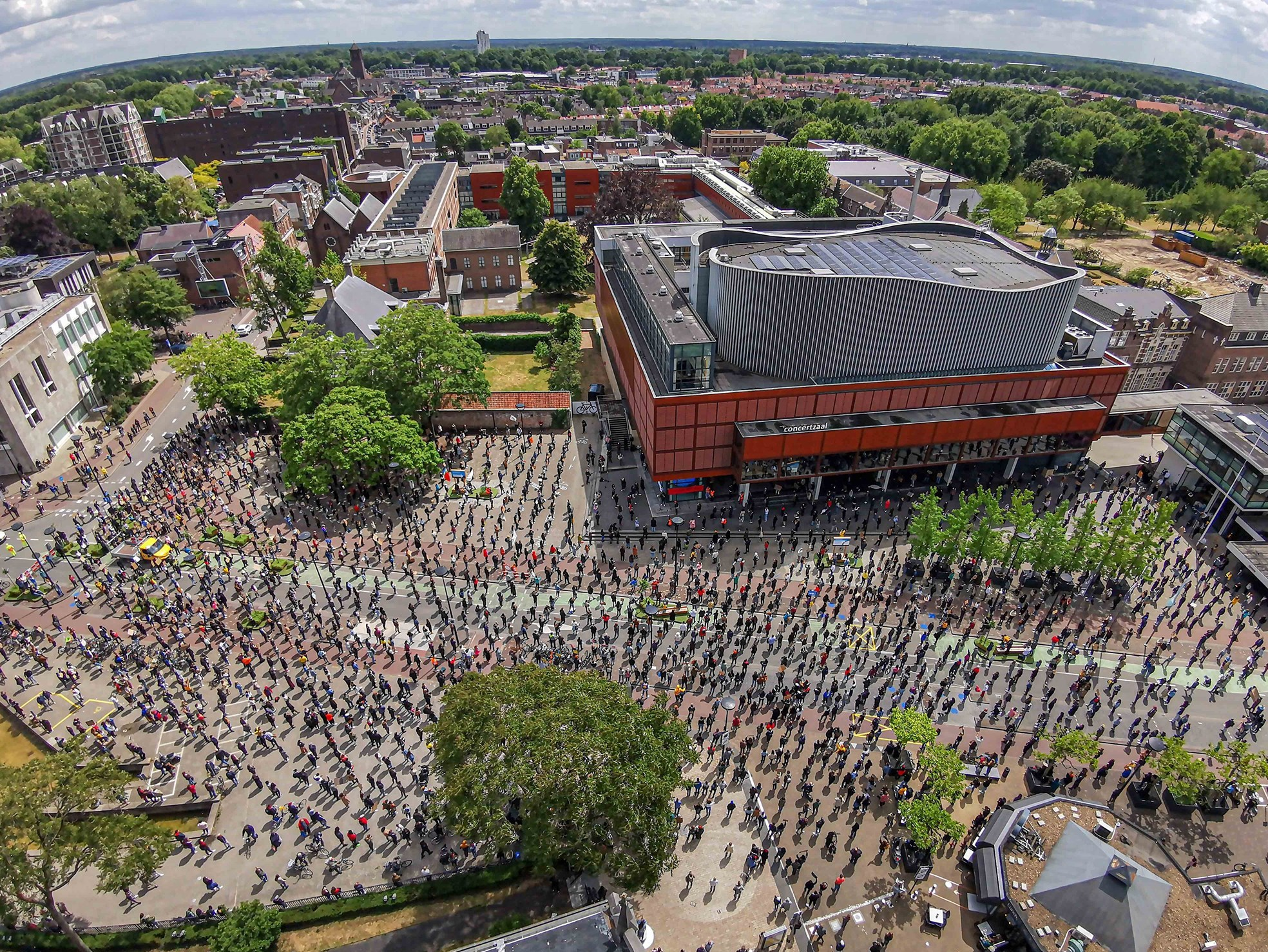
Schouwburgring, Tilburg, 6 juni 2020

In maart 2021 lanceerde de Nederlandse BLM-beweging het Zwart Manifest, met concrete voorstellen om institutioneel racisme aan te pakken en zwarte emancipatie in Nederland te bevorderen. Demissionaire ministers Wouter Koolmees (Sociale Zaken en Werkgelegenheid) en Kajsa Ollongren (Binnenlandse Zaken en Koninkrijksrelaties en vicepremier) namen het manifest in ontvangst op 10 juni 2021.

### Aruba, Bonaire en Curaçao
Ook op de ABC-eilanden (Antillen) werd in 2020 gedemonstreerd in het kader van Black Lives Matter. Op Plaza Betico Croes in Oranjestad (Aruba) werden toespraken gehouden over racisme, ongelijkheid, discriminatie en de uitbuiting van mensen van kleur om een maatschappelijke dialoog hierover aan te gaan. Ook werd het Sinterklaasfeest in verband gebracht met deze kwesties. De demonstratie van de beweging Bonaire All Lives Matter vond plaats in het Wilhelmina Park in Kralendijk (Bonaire) op 10 juni 2020. Vanwege de toegenomen discriminatie op Bonaire wil de beweging onderdrukking uitbannen en een mentaliteitsverandering in gang zetten. Op de demonstratie volgde een verzoek aan de regering om het Van Walbeeck-monument uit het park te verwijderen, vanwege Johan van Walbeeck's rol in de koloniale geschiedenis van het eiland. Onder de naam Curaçao can't breathe protesteerde een kleine groep jongeren op het Brionplein in Willemstad (Curaçao) tegen het racisme en werd een oproep gedaan meer aandacht te besteden aan gelijkheid en gelijke behandeling.

### Movement for Black Lives
In de Verenigde Staten ontstond vanuit de BLM-beweging de Movement for Black Lives (M4BL), een coalitie van meer dan 50 groepen die de belangen van zwarte gemeenschappen vertegenwoordigen.

## Kritiek
Zwarte leiders van de burgerrechtenbeweging hadden kritiek op de tactieken van BLM, anderen beschuldigen de beweging ervan anti-politie te zijn en trekken de statistieken over zwarte slachtoffers van politiegeweld in twijfel die BLM gebruikt. Verder is er kritiek op het (vermeende) gebrek aan aandacht voor geweld binnen de zwarte gemeenschap.
Volgens critici impliceert de naam Black Lives Matter dat andere levens er niet toe doen. Vanuit die kritiek ontstond er een alternatieve hashtag "#AllLivesMatter". De aanhangers van All Lives Matter stellen alle mensen gelijk ongeacht ras en beweren dat de maatschappij 'kleurenblind' zou moeten zijn. Nadat een zwarte man in 2014 uit wraak voor politiegeweld in New York twee politieagenten doodschoot, startten politiesympathisanten Blue Lives Matter.
De organisatie heeft een marxistische en communistische grondslag. Ook wordt de organisatie beschuldigd van antisemitisme, nadat tijdens diverse demonstraties antisemitische uitspraken zijn geuit en Joodse winkels werden geplunderd. Benjamin Netanyahu, de premier van Israel uitte hierover zijn verbazing via sociale media. De jongerenorganisatie van Forum voor Democratie beschuldigt BLM ervan zelf racistisch te zijn.
Volgens Afshin Ellian is BLM een extremistische organisatie, zei hij in een gesprek met de rechtse Nederlandse publieke omroeporganisatie WNL.
Volgens de Nationaal Coördinator Terrorismebestrijding en Veiligheid (NCTV) in Nederland zouden extreemlinkse groeperingen zich aansluiten bij demonstraties van BLM en/of helpen ze op de achtergrond met het organiseren van demonstraties. Volgens de NCTV is de rol van deze linkse groeperingen echter beperkt.
In het Verenigd Koninkrijk namen de BBC en een deel van de voetbalwereld afstand van BLM. De Engelse voetbalcompetitie Premier League verklaarde geen organisatie, groep of beweging te willen aanbevelen 'die oproept tot geweld en illegale activiteiten goedkeurt'.

## Bron
- De sectie kritiek of een eerdere versie ervan is een (gedeeltelijke) vertaling van het artikel Black Lives Matter op de Engelstalige Wikipedia, dat onder de licentie Creative Commons Naamsvermelding/Gelijk delen valt. Zie de bewerkingsgeschiedenis aldaar.